# Ruska umjetnost
Ruska umjetnost je umjetnička produkcija naroda Rusa i umjetnost na području današnje Ruske Federacije kao nasljednice SSSR-a.

## Kijevski stil
U prvom razdoblju ruske umjetnosti, tzv. Kijevski stil (10. – 13. st.) prevladali su utjecaji bizantske umjetnosti. U crkvenoj arhitekturi preuzet je bizantski tip centralne građevine križnog tlocrta (upisan grčki križ) s kupolom. Najpoznatija takva rana građevina je crkva Svete Sofije u Kijevu, građena od 1018. do 1089. g.
Za potrebe Crkve radile su se biblijske kompozicije u mozaiku, freski i ikonama. Među najstarije sačuvane ikone ubraja se Vladimirska Bogorodica iz 11. st. Sačuvani su i mozaici i freske u Uspenskom saboru iz 11. st.

## Moskovski stil
Potkraj 14. i početkom 15. st. Teofan Grk iz Carigrada naslikao je freske i ikone u Novgorodu i Moskvi s najznačajnijim ikonopiscem Andrejom Rubljovom. Njihov slikarski stil nastavili su njihovi sljedbenici iz ikonoslikarske škole manastira Trojice-Sergijeva lavra, poput Dionizija (Ferapontov manastir).
Moskovski stil (14. – 17. st.) obilježen je utjecajima iz zapadne Europe, ali u isto vrijeme i tradicionalnom ruskom arhitekturom od drveta, poput Crkve Uzašašća u Kolomenskoju. 
Europski utjecaji su najočitiji u renesansnim tornjevima na moskovskom Kremlju, ili u baroknim fasadama potkraj 17. st.

## Europski stil
Europski stil (od 17. st. do 1917.) je započeo Petar Veliki izgradnjom svoje prijestolnice Sankt Peterburga. U doba carice Katarine II. istaknuo se B. F. Rastrelli gradeći monumentalne projekte, kao Zimski dvorac u palači Ermitaž, u sintezi talijanskog baroka i ruske tradicionalne arhitekture. Od 1766. – 78., po narudžbi Katarine Velike, francuski kipar É. M. Falconet je izveo monumentalni brončani kip Petra Velikoga na propetom konju.
U drugoj polovici 18. st. u ruskoj arhitekturi prevladavao je klasicizam koji se održao do sredine 19. st. i postao ruski nacionalni stil. Vodeći arhitekti su bili: Antonio Rinaldi, G. Quarenghi i K. I. Rossi.
Sredinom 19. st. prevladao je historicizam i to najviše neobizantski stil u kojemu su projektirali arhitekti školovani u zapadnoeuropskim gradovima. Među najvećima je Konstantin Andrejevič Ton koji je projektirao Veliku palaču u moskovskom Kremlju.
Djelatnost ruskih kipara započela je u doba neoklasicizma (Stepan Stepanovič Pimenov), a oko sredine 19. st. javile su se težnje prema realizmu (P. P. Trubeckoj). 
Prvi naraštaj domaćih ruskih slikara školovao se u duhu kasnoga baroka. U 18. st. glavni portretisti bili su Aleksej Petrovič Antropov i Ivan Petrovič Argunov, a glavni predstavnik klasicističkog slikarstva s povijesnom tematikom bio je Orest Adamovič Kiprenski.
Društvo ruskih umjetnika "Peredvižnjevci" (Peredvižnjiki) osnovano je 1863. u Sankt Peterburgu na poticaj skupine slikara koji su zagovarali socijalno angažirani realizam, a glavni predstavnik bio je I. J. Rjepin. Kao protivnici akademizma peredvižnjevci su tražili likovni izraz koji bi bio blizak prirodi i stvarnom životu. Pored Rjepina, glavni predstavnici su: G. G. Mjasojedov, I. I. Levitan i mnogi drugi mladi umjetnici.

## Ruska avangarda
Avangardna skupina slikara okupljala se oko časopisa "Mir iskusstva" i zauzimala se za oživljavanje ruske pučke umjetnosti, a najznačajnije rezultate postignula je u scenografiji i kostimografiji.
Početkom 20. st. u rusku arhitekturu stižu zapadnoeuropski utjecaji, isprva secesija, a potom funkcionalizam. Glavni pokretači ruske apstrakcije bili su Vasilij Kandinski, koji je ujedno i autor prve apstraktne slike (1910.), te M. F. Larinov i N. S. Gončarova (utemeljitelji rajonizma), a Kazimir S. Maljevič je bio najradikalniji od njih (začetnik suprematizma). 
Začetnik konstruktivizma, najranijeg oblika apstraktne skulpture, bio je Vladimir J. Tatljin. Ideje konstruktivizma u Europu su pronijeli kipari: Aleksandar Arhipenko, Antoine Pevsner i Naum Gabo.

## Sovjetski stil
Nakon Oktobarske revolucije dogodio se kratkotrajan, ali slavan pokušaj moderniziranja ruske umjetnosti u kojemu je avangarda postala službenim stilom. No, ubrzo su avangardni umjetnici bivali šikanirani i čak zatvarani, a od 1934. jedini priznati likovni izraz bio je socijalistički realizam. U Rusiji su rođeni, ali su je napustili netom ili nakon Oktobarske revolucije: A. Javljenski, M. F. Larionov i njegova supruga N. S. Gončarova, Marc Chagall, El Lissitzky, Chaim Soutine (Sutin) i S. Poljakov.
U slikarstvu se veličaju kultovi Staljina, mladosti i radnika. Ideološke monumentalne spomenike, kipove i portrete izvodila je V. I. Muhina, a u arhitekturi je prevladao stil u kojemu se veličala moć države (Lenjinov mauzolej na Crvenom trgu u Moskvi, 1924. – 30., djelo A. V. Šćuseva).

## Suvremena ruska umjetnost
Sovjetski stil traje sve do raspada Sovjetskog Saveza 1991. godine kada se javlja tzv. postsocijalistički stil. Mladi naraštaj arhitekata projektira u svim stilovima postmoderne arhitekture. Razdoblje nakon 1990-tih obilježava nastanak mnogobrojnih umjetničkih skupina koje se kreću od geometrijske apstrakcije preko hepeninga, land arta, konceptualne umjetnosti i instalacija (Ilja Kabakov), do hiperrealizma nadahnutog socijalističkim realizmom (tzv. Umjetnost Perestrojke).

## Poveznice
- Ruska glazba
- Ruska književnost

## Vanjske poveznice
- Culture.ru
- RussianCulture.ru
- Ruske slike.
- Ruska kultura na internetu.  Arhivirana inačica izvorne stranice od 11. listopada 2007. (Wayback Machine)
- Ikone, slike i fotografije iz Rusije.
- Rusko kulturno društvo Orlando.  Arhivirana inačica izvorne stranice od 12. listopada 2007. (Wayback Machine)